# Athelia ovata
Athelia ovata är en svampart som beskrevs av Jülich 1972. Athelia ovata ingår i släktet Athelia och familjen Atheliaceae.   Inga underarter finns listade i Catalogue of Life.

## Källor

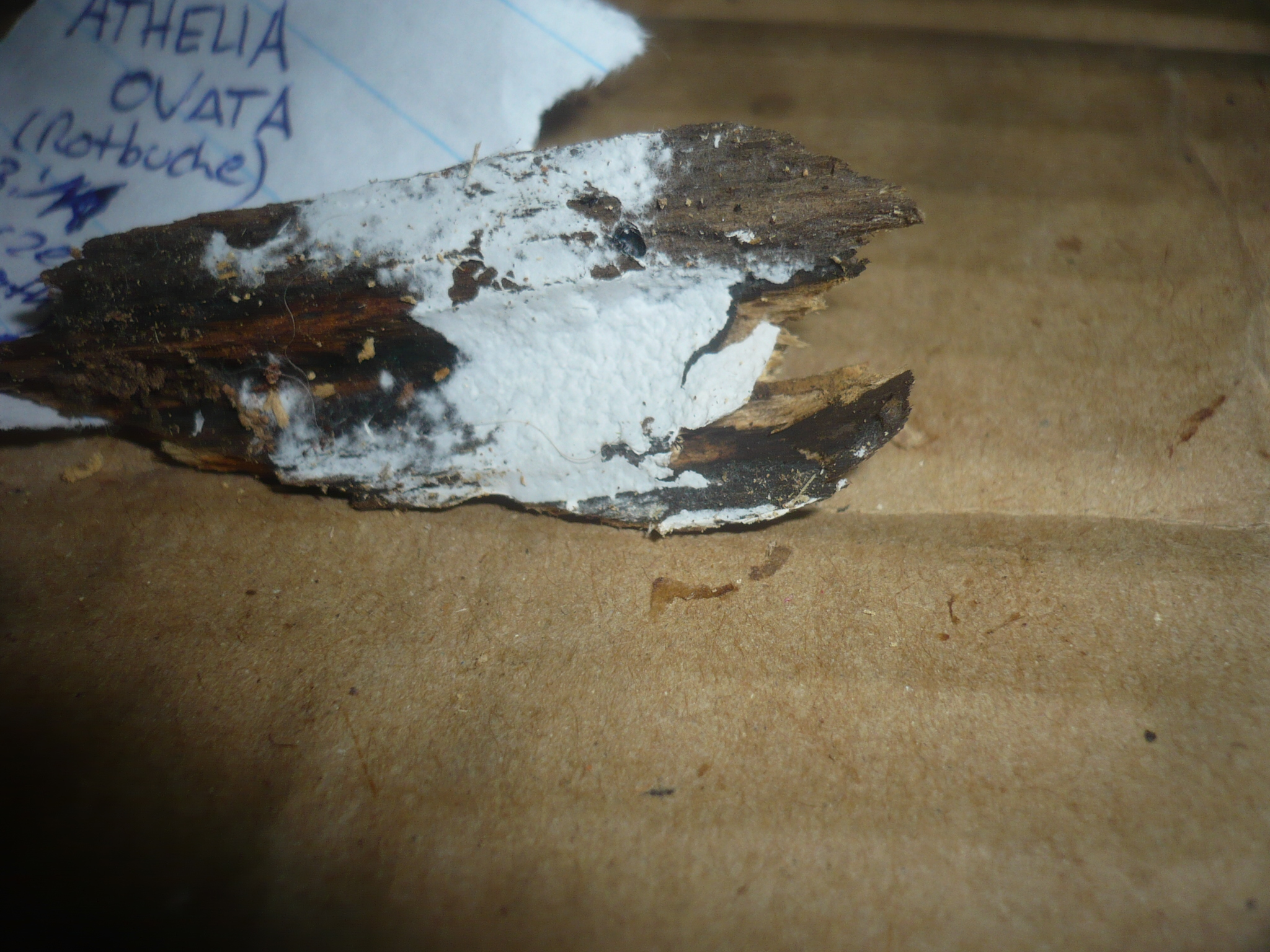